# هاغليري
هاغليري (بالإنجليزية: Haglere)‏ هو أحد جبال سلسلة جبال الألب إيمينتال وجزء من القمة الأم فورشتاين يقع في كانتون لوسيرن وكانتون أوبفالدن, سويسرا. يبلغ ارتفاع الجبل حوالي 1949 متر، بينما يبلغ ارتفاع نتوء الجبل 365 متر.